# وژموتم
وژموتم (به انگلیسی: Vazhamuttom) یک روستا در هند است که در Pathanamthitta district واقع شده‌است.

## خصوصیات
وژموتم ۱۹ متر بالاتر از سطح دریا واقع شده‌است.